# Abram Lake
Abram Lake är en sjö i Kanada.   Den ligger i Kenora District och provinsen Ontario, i den sydöstra delen av landet, 1 300 km väster om huvudstaden Ottawa. Abram Lake ligger 355 meter över havet.
I omgivningarna runt Abram Lake växer i huvudsak blandskog. Trakten runt Abram Lake är nära nog obefolkad, med mindre än två invånare per kvadratkilometer.